# كوالا سلاغور
كوالا سلاغور ( الملايو: Kuala Selangor) هي واحدة من تسع مناطق في ولاية سلاغور، ماليزيا. انه على الحدود مع كلاغ إلى الجنوب ومع غومبك وهولو سلاغور إلى الشرق ومع سابق برنم في الشمال. ويواجه مضيق ملقا في الجانب الغربي.

## أصل الاســم
اتخذت الاســم كوالا سلاغور بالتعاون مع اسم النهر الذي يتدفق في هــذه الـمنطقة; نهرسلاغور ( الملايو: Sungai Selangor ).

## المدن
- كوالا سلاغور
- تــنــجــنــج کــارنــج

## التعليم
- المدرسة الثانوية الدينية الوطنية كوالا سلاغور
- المدرسة الثانوية الدينية جــرم

## الجاذبية

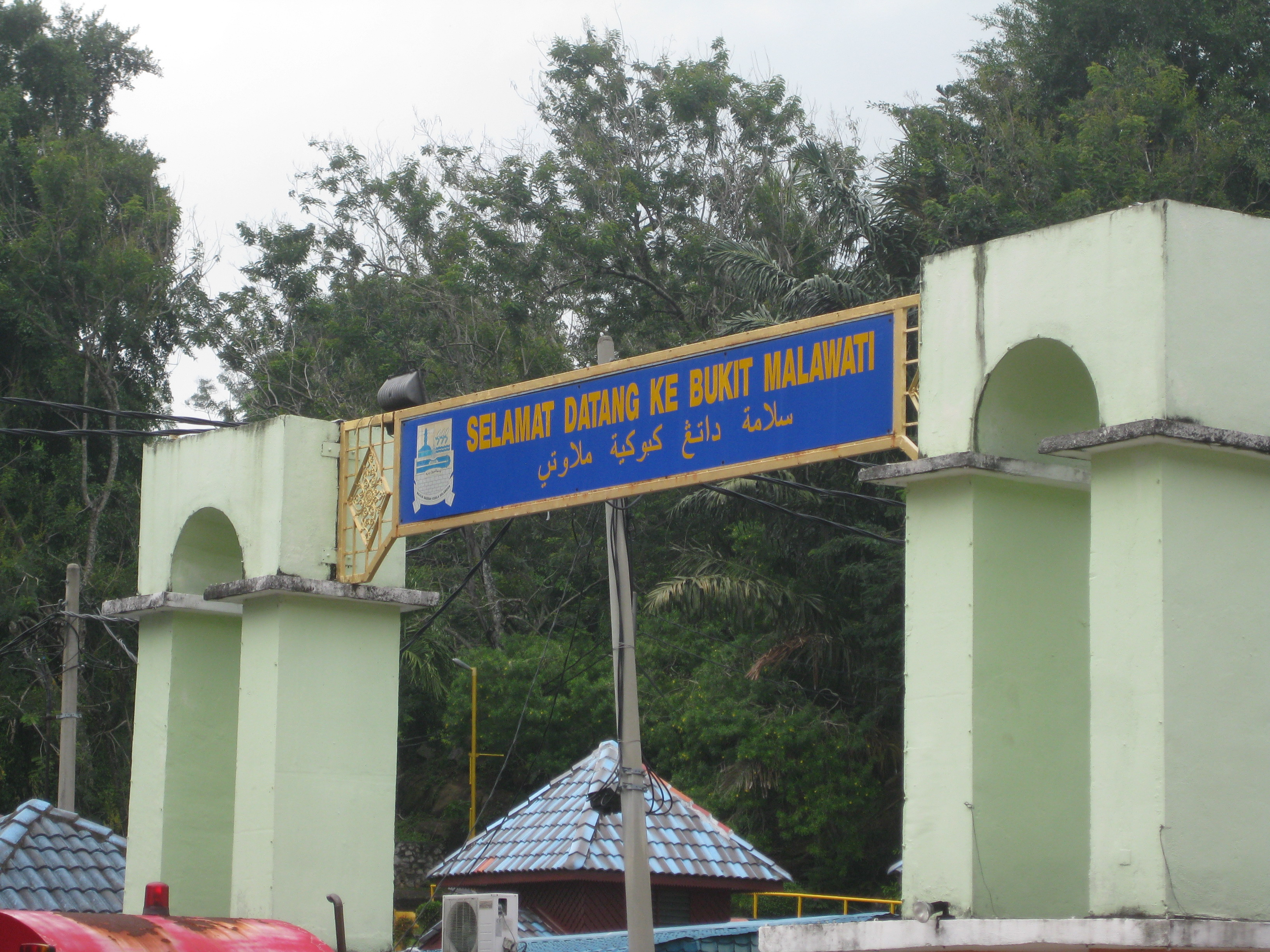
مدخل إلى جــبــل مــلاواتــي

- جــبــل مــلاواتــي
- قــريــة کــواتــان

## أعلام
- أبو حسن عمر
- أسرار الدين بترا عمر